# أمان ريزورتس
أمان ريزورتس هو منتجع فخم تم تأسيسه عام 1988 من قبل أدريان زيكا وكان الهدف الرئيسي في بداية الأمر هو بناء بيت عطلة له في محافظة بوكيت في تايلاند إلا أن هذا الهدف سُرعان ما تغيّر كي يبدأ بتنفيذ بناء منتجع ترفيهي مع أصدقاء له ليسموه «أمانبوري».
قررت مجموعة أمان ريزورتس عام 1992 أن تتوسع لتقوم المجموعة ببناء منتجعين فخمين في بورا بورا وكورشوفيل في فرنسا، وإلى الآن تم بناء 34 منتجعًا في 21 بلدًا يقعُ معظمها في قارة آسيا.